# Anisodontea hypomandarum
Anisodontea hypomandarum là một loài thực vật có hoa trong họ Cẩm quỳ. Loài này được (Sprague) D.M.Bates mô tả khoa học đầu tiên năm 1969.